# Efter attentatet
Efter attentatet (fransk originaltitel: L'Attentat) är en roman från 2005 av den algerisk–franske författaren Yasmina Khadra. Den kom i svensk översättning 2006.
Efter attentatet tilldelades Prix des libraires i Frankrike 2006.

## Handling
Efter attentatet handlar om den palestinske läkaren Amine, som är israelisk medborgare. Förutom sitt arbete på ett sjukhus i Tel Aviv, lever han för sin hustru Sihem. En dag skakas Tel Aviv av ett självmordsattentat, och självmordsbombaren är Sihem, som utan Amines vetskap planerat och utfört dådet. 